# Thermo Electron
Thermo Electron Corporation var ett amerikanskt multinationellt tillverkningsföretag inom medicinteknik. Företaget hade kunder i fler än 150 länder världen över.

## Historik
Företaget grundades 1956 av George Hatsopoulos i syfte att utveckla produkter inom termodynamik. Fem år senare fick företaget ett erbjudande om att bli uppköpta av Martin Marietta Corporation men Hatsopoulos sa nej. År 1967 blev företaget ett publikt aktiebolag medan 1980 blev det börsnoterat på New York Stock Exchange (NYSE).
Den 9 november 2006 köpte Thermo Electron Fisher Scientific för 12,8 miljarder amerikanska dollar. De två företagen blev då Thermo Fisher Scientific.